# Luzifer-Effekt
Der Luzifer-Effekt beschreibt in der Psychologie, der Verhaltensforschung und der Soziologie ein Phänomen, bei dem subjektiv als „gut“ bezeichnete Menschen unter bestimmten Bedingungen Sachen tun, die als „böse“ angesehen werden. Der Begriff wurde vom Psychologen Philip Zimbardo geprägt, der durch das Stanford-Prison-Experiment bekannt wurde. Beim Stanford-Prison-Experiment, bei dem gewöhnliche Studenten in die Rollen von Gefängniswärtern und Gefangenen schlüpften, begannen die ernannten Gefängniswärter, die ernannten Gefangenen zu misshandeln.
In seinem Buch „The Lucifer Effect: Understanding How Good People Turn Evil“ untersucht Zimbardo, wie situative und systemische Faktoren das Verhalten von Individuen beeinflussen und sie dazu bringen können, moralische und ethische Normen zu verletzen. Das Konzept umfasst Aspekte wie situative Umstände, systemische Strukturen, Deindividuation sowie den Einfluss von Macht und Autorität.

## Definition
Der Luzifer-Effekt kann in verschiedenen Kontexten und zu jeder Zeit im Alltag auftreten. Er bewirkt eine plötzliche Veränderung des Verhaltens. Der Effekt kann dazu führen, dass eine scheinbar gesunde, gut ausgebildete und freundliche Person abscheuliche Handlungen begeht. Betroffen sind Menschen ohne schwerwiegende oder traumatische Vergangenheit, die jedoch durch den starken Einfluss einer bestimmten Situation entmenschlicht werden. Von erfahrenen Kriminologen mit Grundkenntnissen in dem Bereich Soziologie wird gängigerweise erklärt, dass das Böse kein abstrakter oder universeller Begriff sei, der lediglich als Antonym zu „Gut“ existiert, sondern dass das Böse im Kontext bestimmter sozialer Situationen und der damit verbundenen psychologischen Mechanismen entstehe.

## Stanford-Prison-Experiment

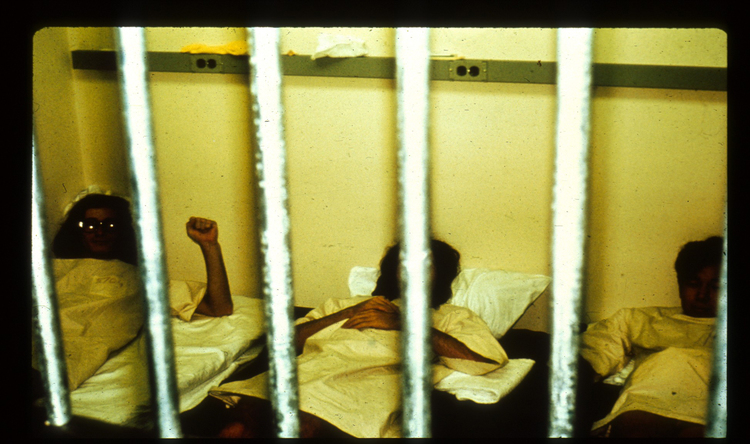
Drei „Gefangene“ in ihrer Zelle, beim Ablauf des Stanford-Prison-Experimentes

Das wichtigste Beispiel, durch das der Luzifer-Effekt erst bekannt wurde, ist das Stanford-Prison-Experiment. Dabei wurden 24 männliche Studenten zufällig in die Rollen von Wärtern und Gefangenen eingeteilt und in ein simuliertes Gefängnis gebracht. Das Experiment, das zwei Wochen dauern sollte, wurde nach sechs Tagen abgebrochen, da die Wärter zunehmend sadistisch wurden und die Gefangenen starken psychischen Stress erlitten. Die Ergebnisse zeigten, dass situative Faktoren und zugewiesene Rollen erheblichen Einfluss auf das Verhalten haben. Das Experiment führte zu wichtigen ethischen Diskussionen und strengeren Richtlinien für psychologische Studien.

## Weitere Beispiele
- Ein berühmtes Beispiel für den Luzifer-Effekt sind die Hexenprozesse von Salem im Jahre 1692, als die Bevölkerung jener Zeit von religiösem Fanatismus, Puritanismus und kollektiver Hysterie erfasst wurde. Die Hexenverfolgung bzw. Hexenprozesse begann in dem Dorf Salem (heute größtenteils zu Danvers, einer Stadt im US-Bundesstaat Massachusetts, gehörend), nahe der Stadt Salem. In ihrem Verlauf wurden 19 Beschuldigte hingerichtet, 55 Menschen unter Folter zu Falschaussagen gebracht, 150 Verdächtigte inhaftiert und weitere 200 Menschen der Hexerei beschuldigt.[3]
- Ein weiteres Beispiel für den Luzifer-Effekt ist der Abu-Ghuraib-Folterskandal. Er war eine Folteraffäre während der Besetzung des Irak 2003–2011 durch die Vereinigten Staaten, die weltweit Aufsehen erregte. Dabei wurden irakische Insassen des Abu-Ghuraib-Gefängnisses vom Wachpersonal misshandelt, vergewaltigt und gefoltert, oft bis zum Tod. Die meisten der Insassen seien „Unschuldige [gewesen], die zur falschen Zeit am falschen Ort waren“, sagte ein General später. Aufgedeckt wurde der Skandal durch die Veröffentlichung von Beweisfotos und -videos durch die Presse. Ein Teil der Bilder wurde im Mai 2004 veröffentlicht, ein weiterer Teil im Februar und März 2006.[4][5]
- Als weiteres Beispiel dient die berühmte Fernsehfigur Walter White aus der Serie Breaking Bad.[6]